# Tokha
Tokha (Nepali टोखा) ist eine Stadt (Munizipalität) im Kathmandutal in Nepal und gehört zum Ballungsraum Kathmandu.
Die im Norden des Distrikts Kathmandu gelegene Stadt entstand 2014 durch Zusammenlegung der fünf Village Development Committees (VDCs) Dhapasi, Gonggabu, Jhor Mahankal, Tokha Chandeshwari und Tokha Saraswati.
Die Stadtverwaltung liegt im ehemaligen VDC Tokha Chandeshwari.
Das Stadtgebiet umfasst 16,9 km².
Im Süden grenzt das Stadtgebiet an das der Hauptstadt Kathmandu.

## Einwohner
Bei der Volkszählung 2011 hatten die VDCs, aus welchen die Stadt Tokha entstand, 99.032 Einwohner (davon 50.709 männlich) in 25.561 Haushalten.